# BAM! Entertainment
BAM! Entertainment war ein amerikanischer Hersteller von Videospielen.
Gegründet wurde die Firma 1999 im kalifornischen San José unter dem Namen Bay Area Multimedia Inc., im Dezember 2000 folgte die Namensänderung in BAM! Entertainment.
BAM! Entertainment produzierte hauptsächlich Videospielumsetzungen von Cartoons des amerikanischen Fernsehsenders Cartoon Network, dabei insbesondere zu den TV-Serien Dexters Labor und Powerpuff Girls. Um außerdem bekannte Spieltitel aus dem Hause BAM! Entertainment handelt es sich bei Carmen Sandiego: The Secret of the Stolen Drums, den Game-Boy-Advance-Portierungen zu Wolfenstein 3D und Baphomets Fluch sowie Wallace & Gromit in Projekt Zoo.
Seit Juni 2005 ist BAM! Entertainment nicht mehr auf dem Videospielemarkt aktiv.